# F-verdeling
De F-verdeling, genoemd naar Sir R.A. Fisher, is een kansverdeling die afgeleid is van de normale verdeling en die voornamelijk gebruikt wordt in de statistiek. De F-verdeling is de verdeling van het quotiënt van twee onderling onafhankelijke chi-kwadraatverdeelde grootheden. Zij vindt vooral toepassing in de variantie-analyse als verdeling van de toetsingsgrootheid van de F-toets.
De F-verdeling met {\displaystyle m} vrijheidsgraden in de teller en {\displaystyle n} vrijheidsgraden in de noemer is gedefinieerd als de verdeling van de stochastische variabele:
{\displaystyle F_{m,n}={\frac {\chi _{m}^{2}/m}{\chi _{n}^{2}/n}}},
waarin {\displaystyle \chi _{m}^{2}} en {\displaystyle \chi _{n}^{2}} onderling onafhankelijke stochastische variabelen zijn die beide chi-kwadraatverdeeld zijn met respectievelijk {\displaystyle m} en {\displaystyle n} vrijheidsgraden.
Als {\displaystyle S_{1}^{2}} en {\displaystyle S_{2}^{2}} respectievelijk de steekproefvarianties zijn van de eerste {\displaystyle m} en de laatste {\displaystyle n} van {\displaystyle m+n} onderling onafhankelijke normaal verdeelde variabelen {\displaystyle Z_{1},\dots ,Z_{m+n}}, dan heeft de grootheid
{\displaystyle F={\frac {S_{1}^{2}}{S_{2}^{2}}}}
een F-verdeling met {\displaystyle m-1} en {\displaystyle n-1} vrijheidsgraden. Dit volgt direct uit de definitie van de F-verdeling, omdat de steekproefvariantie van een aantal onderling onafhankelijke normaal verdeelde variabelen chi-kwadraatverdeeld is.

## Kansdichtheid
De formule van de kansdichtheid {\displaystyle f_{m,n}} wordt voor {\displaystyle x>0} gegeven door:
{\displaystyle f_{m,n}(x)={\frac {\Gamma ({\frac {m+n}{2}})}{\Gamma ({\frac {m}{2}})\Gamma ({\frac {n}{2}})}}{\frac {({\frac {m}{n}})^{m/2}x^{m/2-1}}{(1+{\frac {m}{n}}x)^{(m+n)/2}}}}

### Verwachtingswaarde
De verwachtingswaarde is
{\displaystyle \operatorname {E} F_{m,n}={\frac {n}{n-2}}};
deze bestaat dus voor {\displaystyle n>2}.

### Variantie
De variantie is
{\displaystyle \operatorname {var} (F_{m,n})=2\left({\frac {n}{n-2}}\right)^{2}{\frac {m+n-2}{m(n-4)}}};
deze bestaat voor {\displaystyle n>4}.